# Sandokan
Sandokan je fiktivni pirat 19. stoljeća koji se pojavljuje prvi put 1883. godine u romanima Emilia Salgarija. Opisi pustolovina "Malezijskog tigra" i njegovih borbi protiv europskih kolonizatora u Južnom kineskom moru mogu se pročitati u 11 romana ili pogledati na filmskom platnu.

## Romani o Sandokanu
Sandokan je vođa malezijskih pirata, koji se zajedno sa svojim najboljim prijateljem Portugalcem Yanezom de Gomerom, bori protiv nepravedne kolonizacije od strane nizozemskih i engleskih kolonizatora. Glavni neprijatelj mu je James Brooke, osoba koja mu je ubila roditelje. Zbog svoje ljubavi prema Marianni, često upada u opasne situacije iz kojih ga obično izvlači vjerni Yanez, ali i ostali pirati.
Imena romana su:
- Misterija crne džungle (I Misteri della Jungla Nera, 1895.)
- Malezijski pirati (I Pirati della Malesia, 1896.)
- Tigrovi iz Mompracema (Le Tigri di Mompracem, 1900.)
- Dva tigra (Le due Tigri, 1904.)
- Kralj mora (Il Re del Mare, 1906.)
- Potraga za tronom (Alla conquista di un impero, 1907.)
- Sandokan uzvraća udarac (Sandokan alla riscossa, 1907.)
- Povratak u Mompracem (La riconquista del Mompracem, 1908.)
- Braman (Il Bramino dell'Assam, 1911.)
- Imperija se ruši (La caduta di un impero, 1911.)
- Yanezova osveta (La rivincita di Yanez, 1913.)

## Filmovi i serije o Sandokanu
Serija filmova o Sandokanu snima se u Italiji 1960-ih godina u kojima glume američki glumci.
- Sandokan the Great, (1963.)
- Sandokan - The Pirate of Malaya, (1964.)
- Sandokan Fights Back, (1964.)
- Sandokan Against The Leopard of Sarawak, (1964.)

Miniserija koja se sastoji od 6 dijelova snima se o Sandokanu za europsko tržište. U ovoj seriji Sandokana glumi indijski glumac Kabir Bedi. Poznata je i pjesma Sandokan, napravljena za ovu seriju u izvedbi Olivera Onionsa.
Kasnije se snima još nekoliko filmova o Sandokanu:
- Sandokan, (1976.)
- Sandokan Fights Back, (1977.)
- The Return of Sandokan, (1996.)
- The Son of Sandokan, (1998.)

Pustolovine Malezijskog tigra su ekranizirane i kao crtani film:
- 1992. godine BBC pravi crtani film sa Sandokanom kao tigrom.
- 1998. godine nastaje talijanska serija iz tri dijela: (Sandokan, la tigre della Malesia, Sandokan, la tigre ruggisce ancora, Sandokan, il coraggio della tigre).

## Vanjske poveznice
- Sandokan na Internet Movie Database   Arhivirana inačica izvorne stranice od 23. prosinca 2010. (Wayback Machine)
- Članak o Sandokanu (engl.)   Arhivirana inačica izvorne stranice od 4. srpnja 2008. (Wayback Machine)